# Мецаморская стоянка
Мецаморская стоянка или Историко-археологический музей-заповедник Мецамор представляет собой остатки старой крепости, которая располагалась к юго-западу от села Тароник в сегодняшней Армавирской области.
Если раньше считалось, что городище Мецамор было разрушено урартами в железном веке, теперь исследователи полагают, что оно был уничтожено скифскими или киммерийскими кочевниками.

## Археологические исследования
Исследования на Мецаморской стоянке ведутся с 1965 г. До 1990-х годов работы выполняли армянские бригады под руководством Корюна Мкртчяна и Эммы Ханзадян; в 2011–2013 годах раскопками руководил Ашот Пилипосян. Все находки выставлены в музее, расположенном на территории городища. В 2013 году в Мецаморе начала работу армяно-польская археологическая экспедиция в результате сотрудничества Института археологии с Польским центром средиземноморской археологии (оба входят в состав Варшавского университета), Службой охраны историко-культурной среды, Музея Резервации Министерства культуры Армении. Кшиштоф Якубяк (IA UW) и Ашот Пилипосян являются соруководителями миссии. Якубяк говорит, что Мецамор «играет важную роль среди поселений Араратской долины». 
Центральная часть Мецаморской стоянки лежит на холме с видом на Араратскую долину. Исследования ведутся в укрепленной цитадели и лежащем под ней так называемом нижнем городе, а также на кладбище, расположенном примерно в 500 м восточнее. Уже в первые сезоны раскопок была зафиксирована ненарушенная стратиграфическая толща бронзовой эпохи (Кура-Араксская культура ) до Средневековья. Самые старые следы поселения относятся к рубежу 4-го тыс. до нашей эры (медный век), самые молодые - к 17 веку. В эпоху позднего бронзового и раннего железного веков (15–8 вв. до н.э.) Мецаморское поселение стало важным религиозным и экономическим центром с развитым металлургическим производством. На южном склоне холма был обнаружен большой культовый комплекс, состоящий из пяти небольших храмов с глиняными «каскадными» алтарями. К наиболее известным находкам относятся украшения, к примеру, золотые ожерелья и позолоченные ремни с изображениями охотящихся львиц.Metsamor. pcma.uw.edu.pl. Дата обращения: 10 июля 2020.</ref>

## Мецаморский музей
Музей истории и археологии на Мецаморской стоянке был открыт в 1968 году. Музей представляет собой хранилище более 22 000 обнаруженных на месте стоянки предметов.

## Галерея

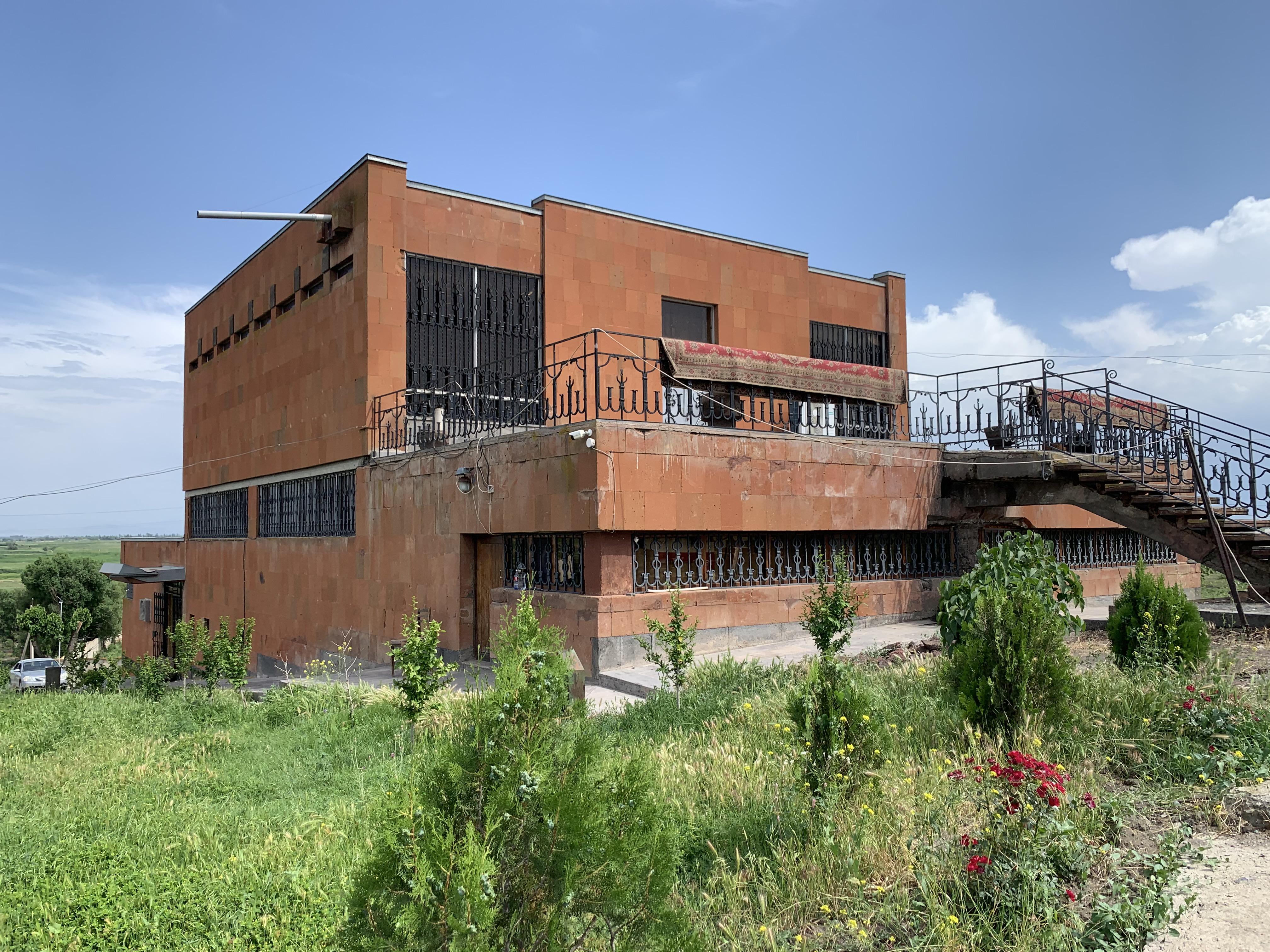
Здание музея
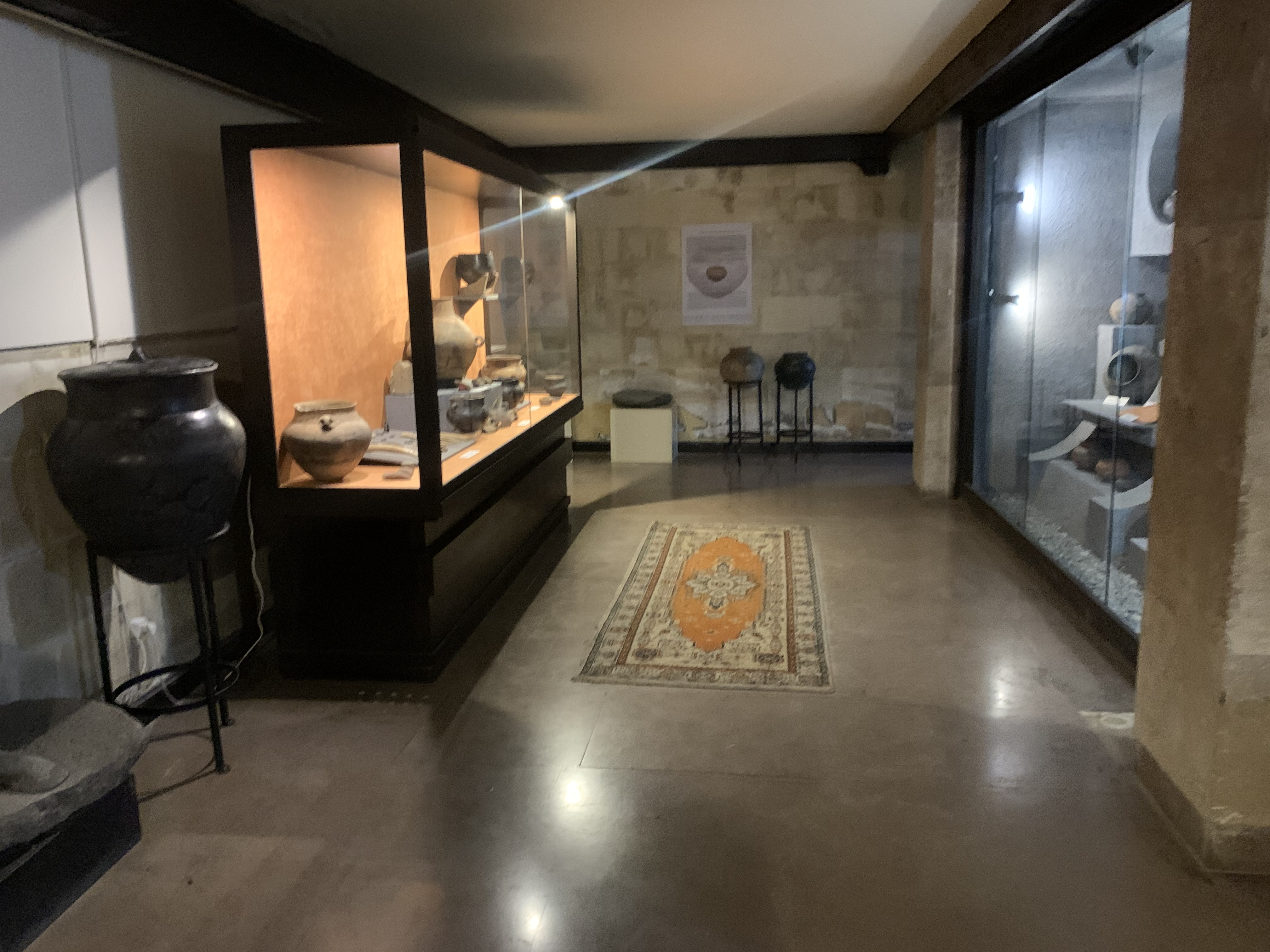
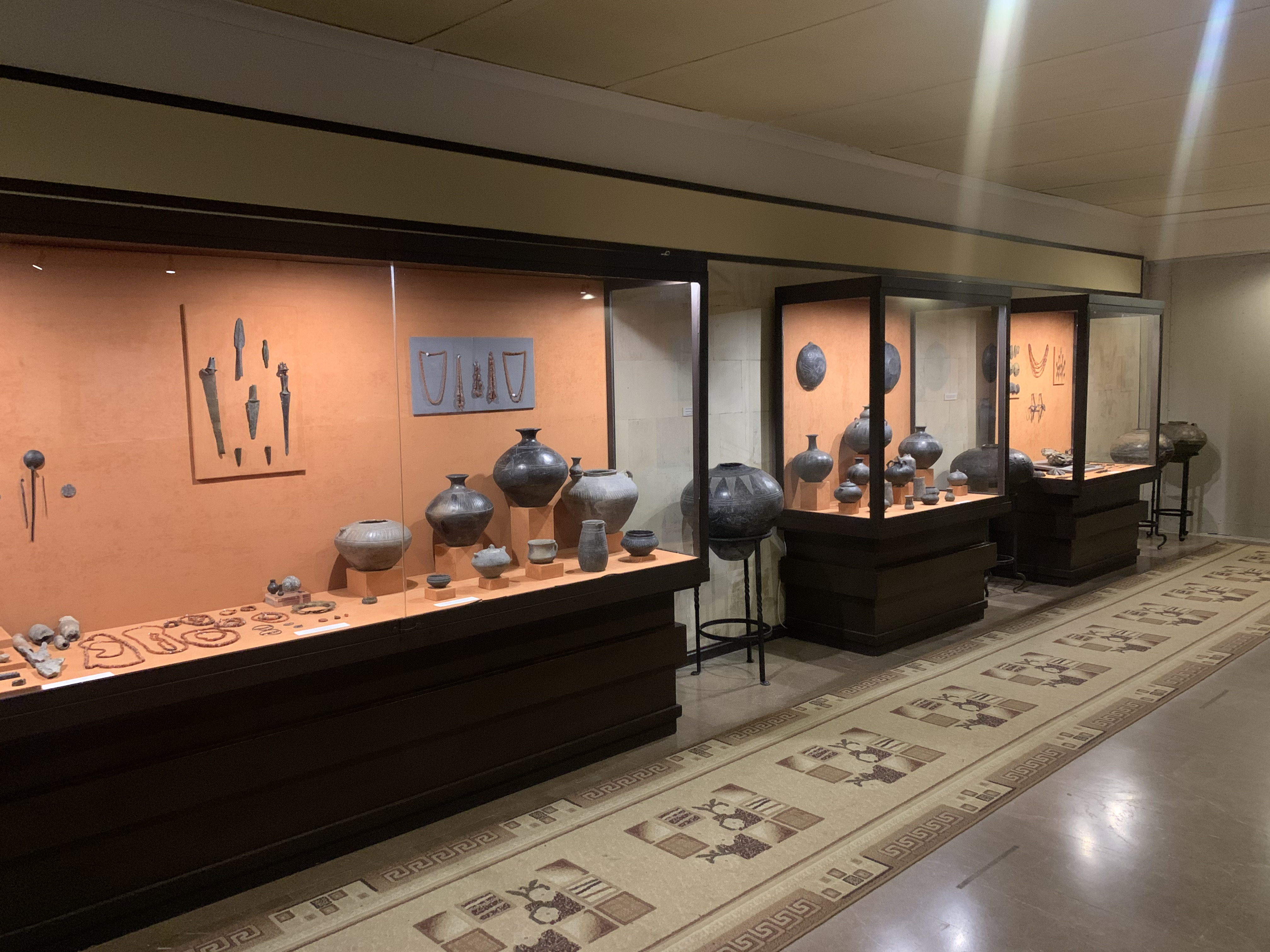
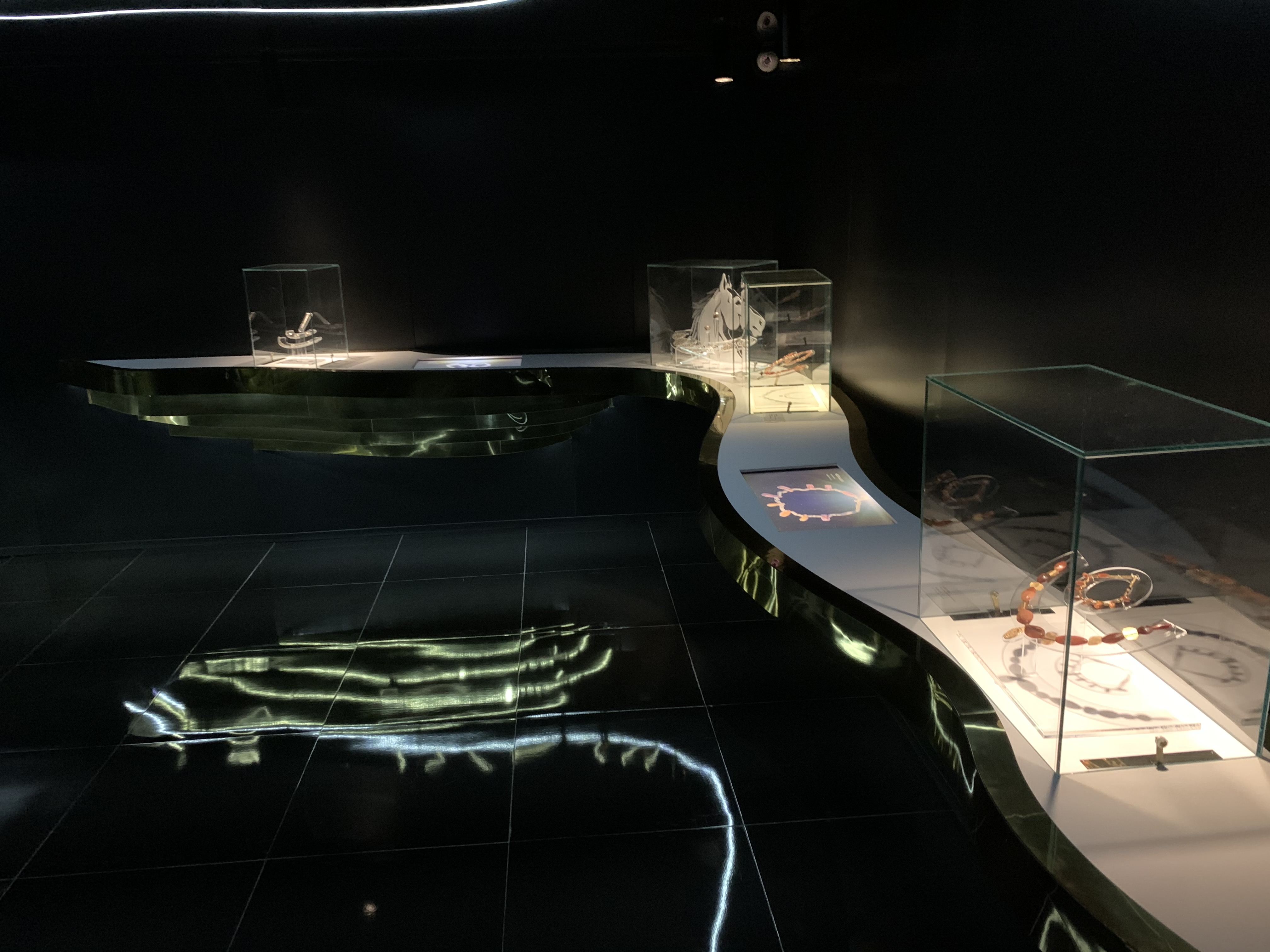
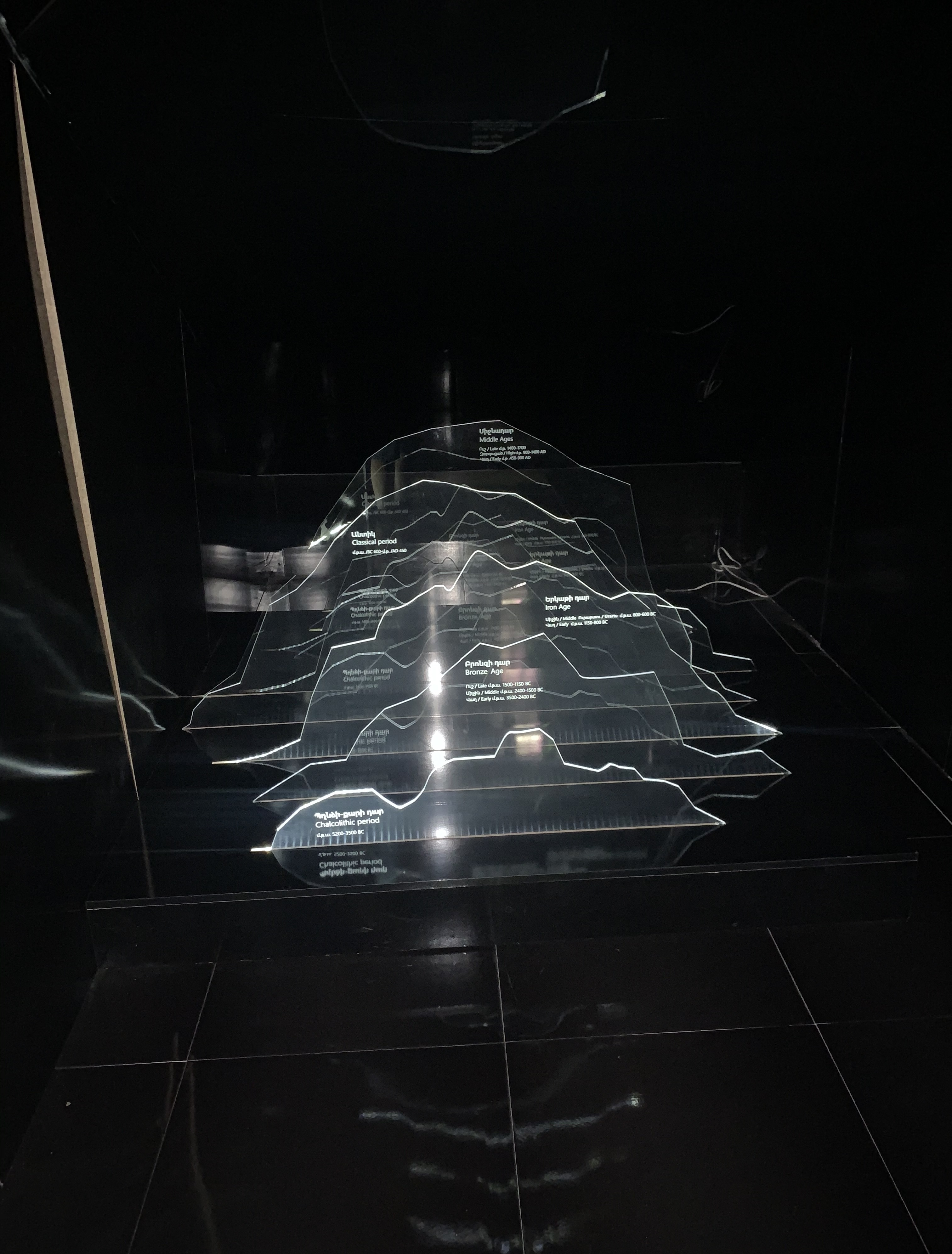
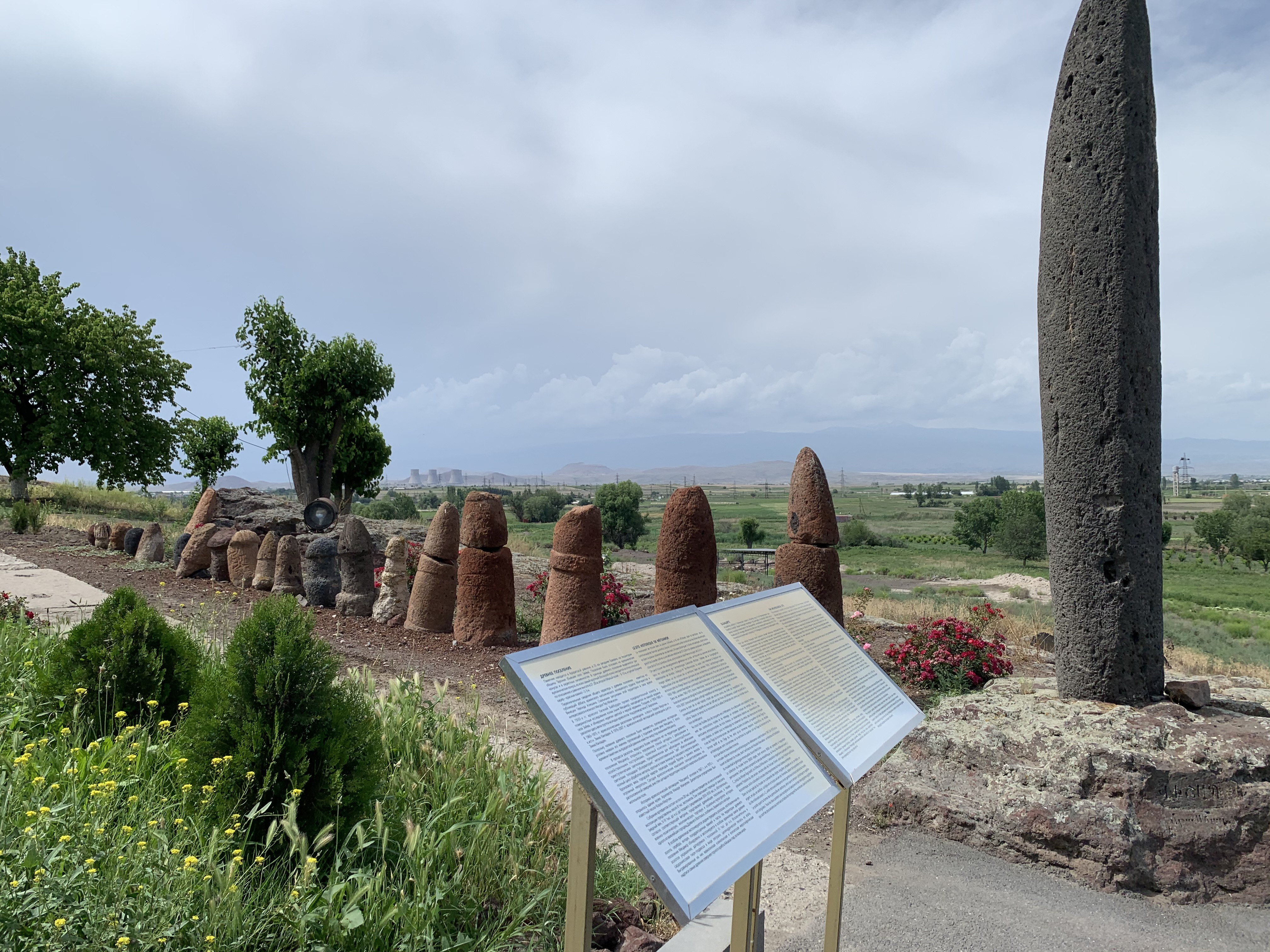
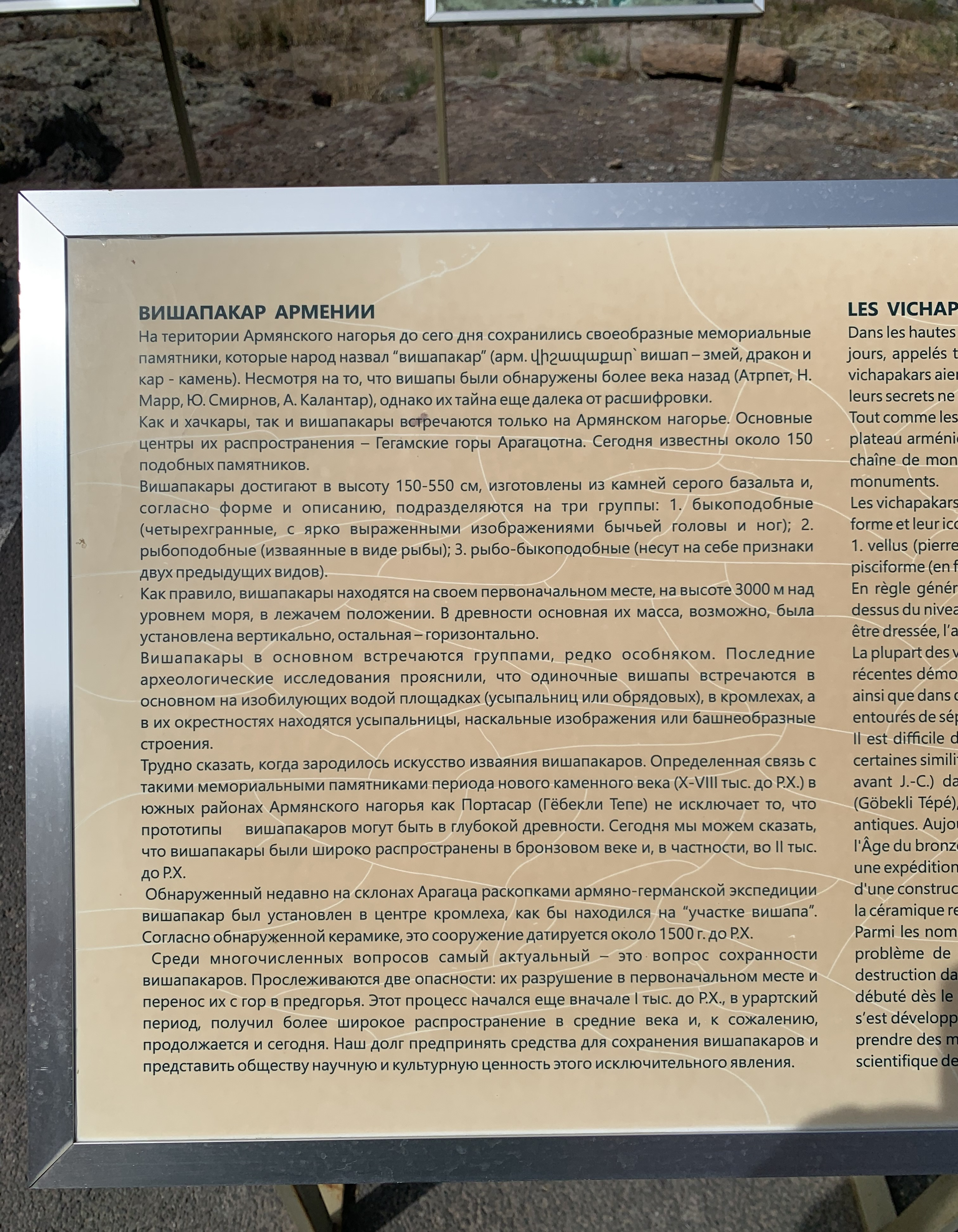
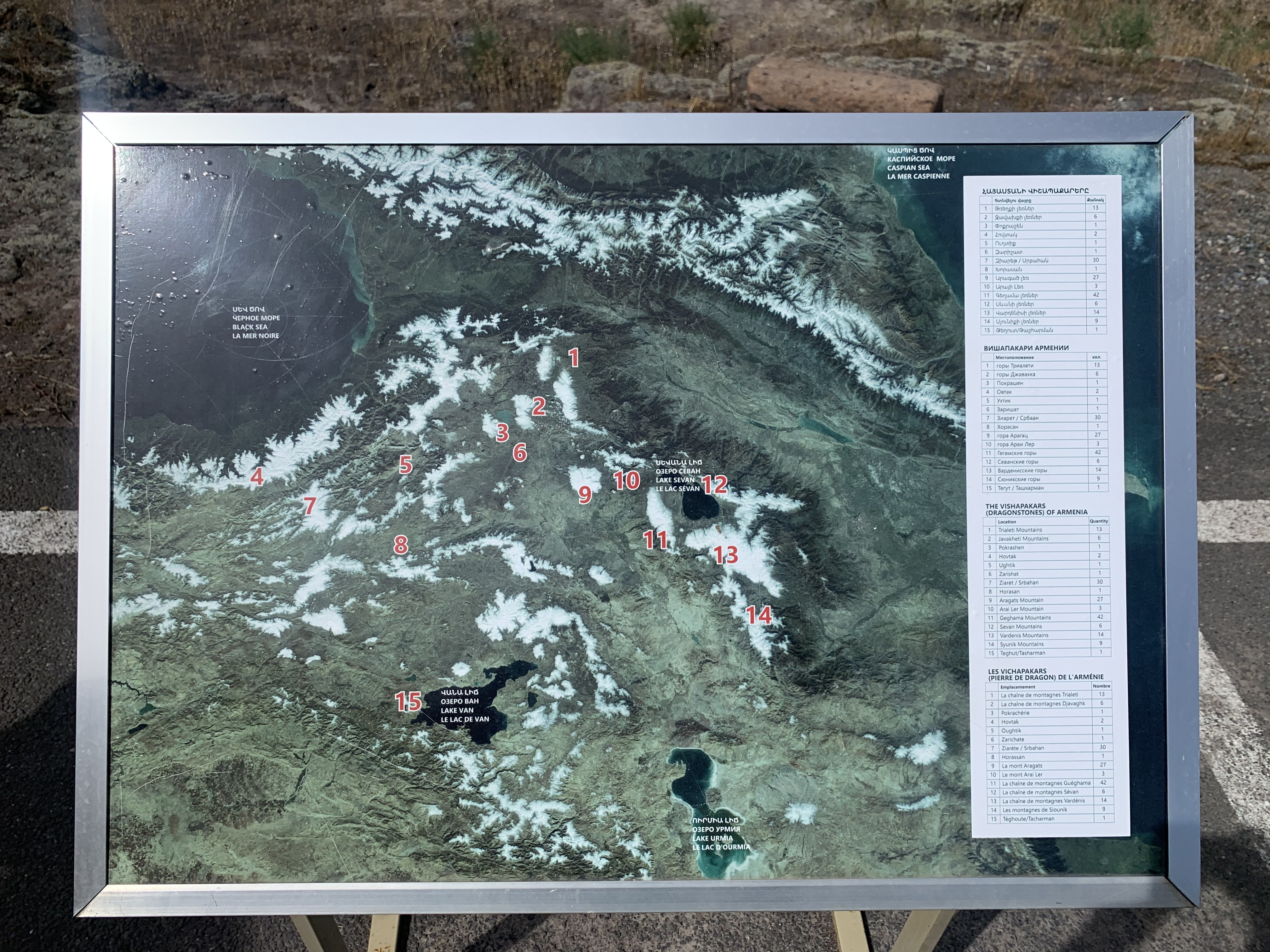
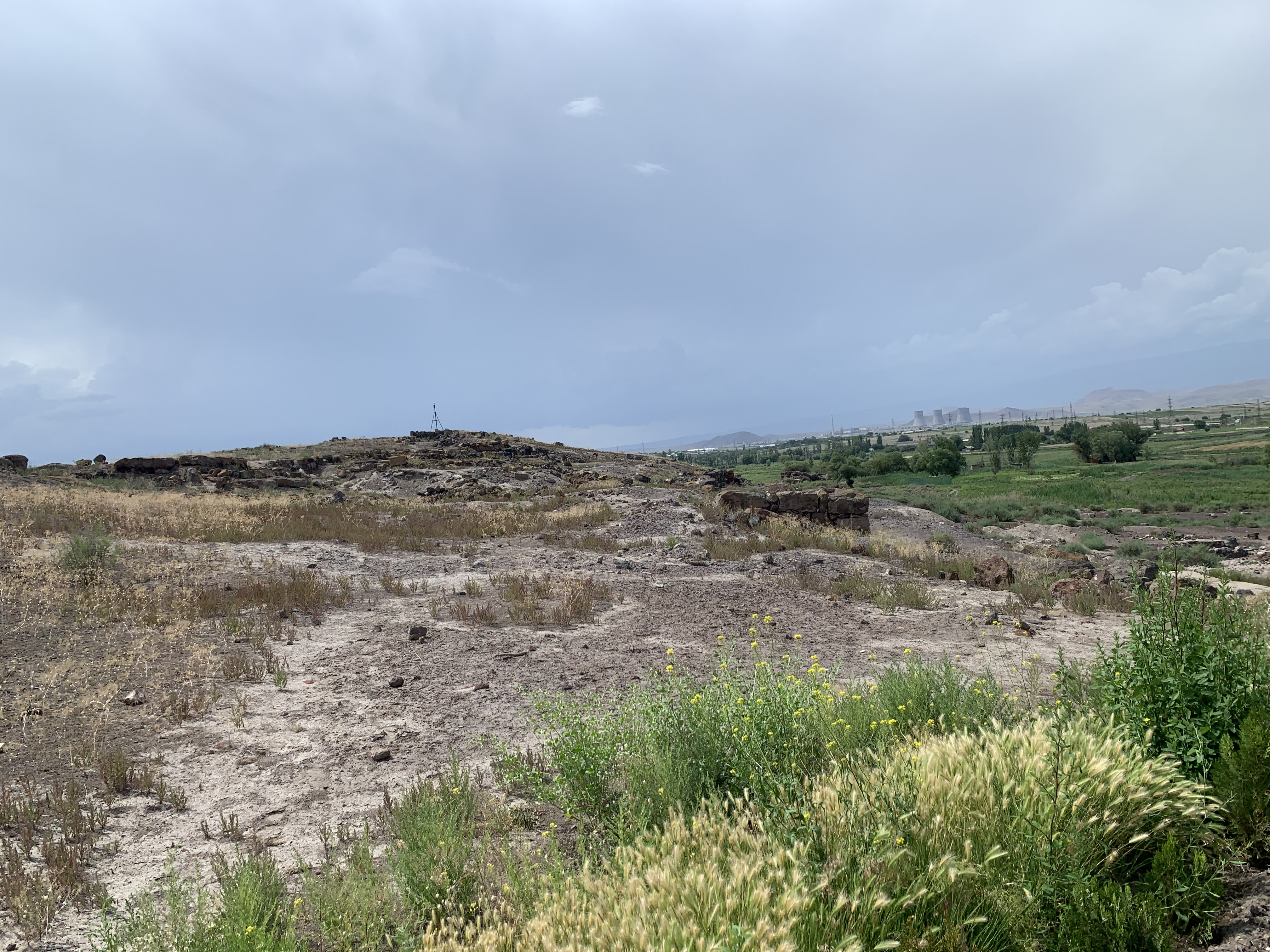
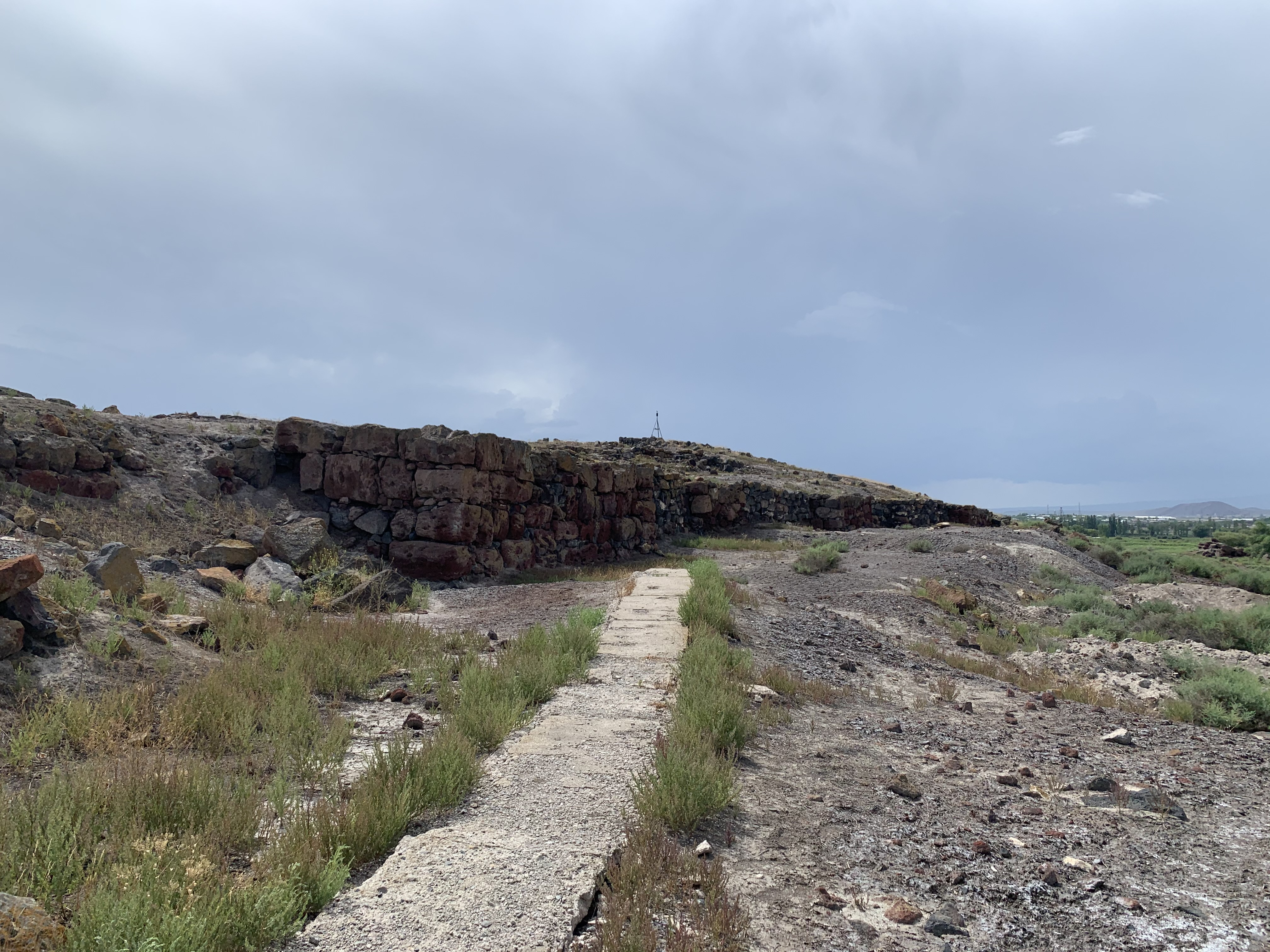
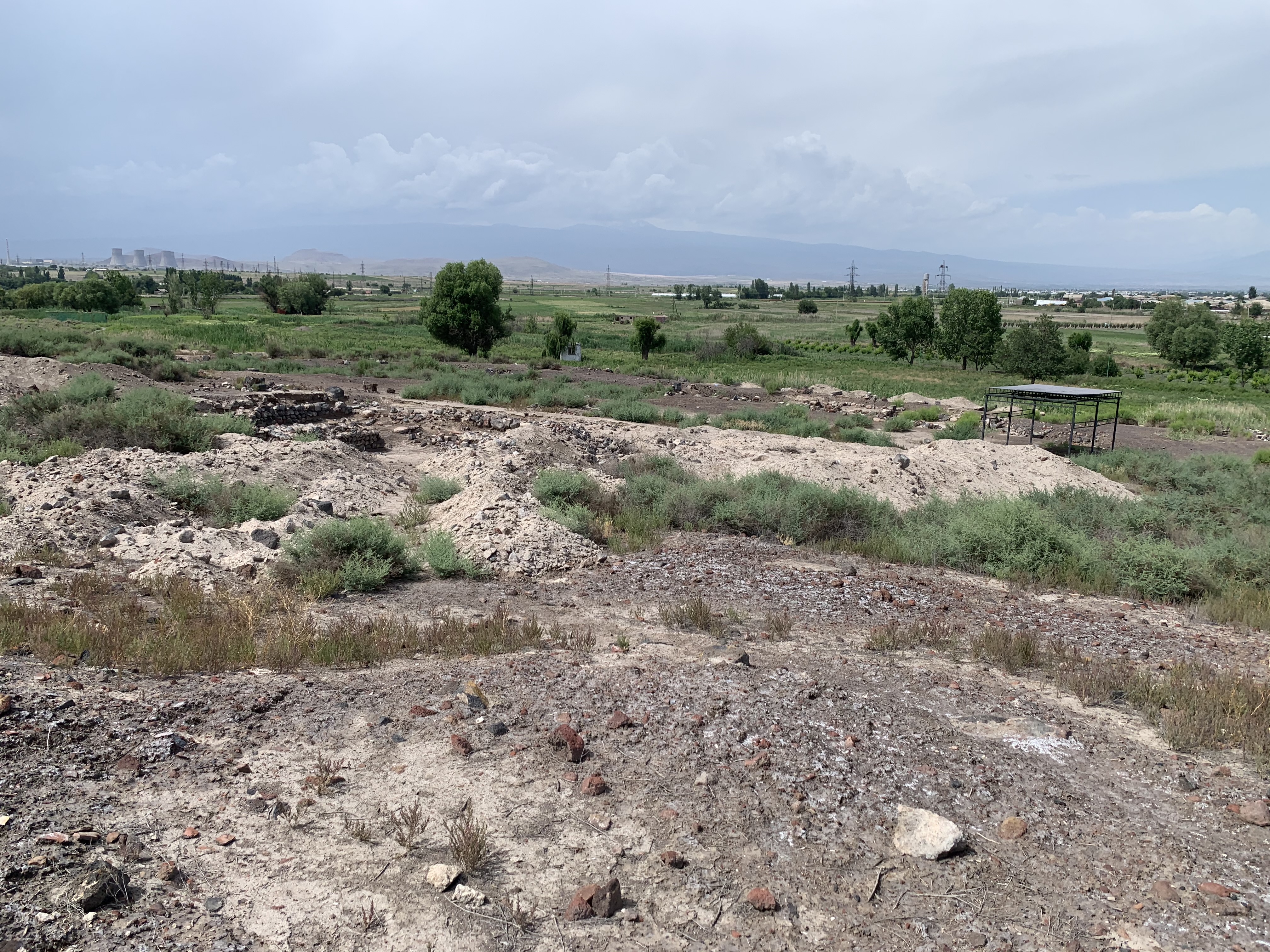
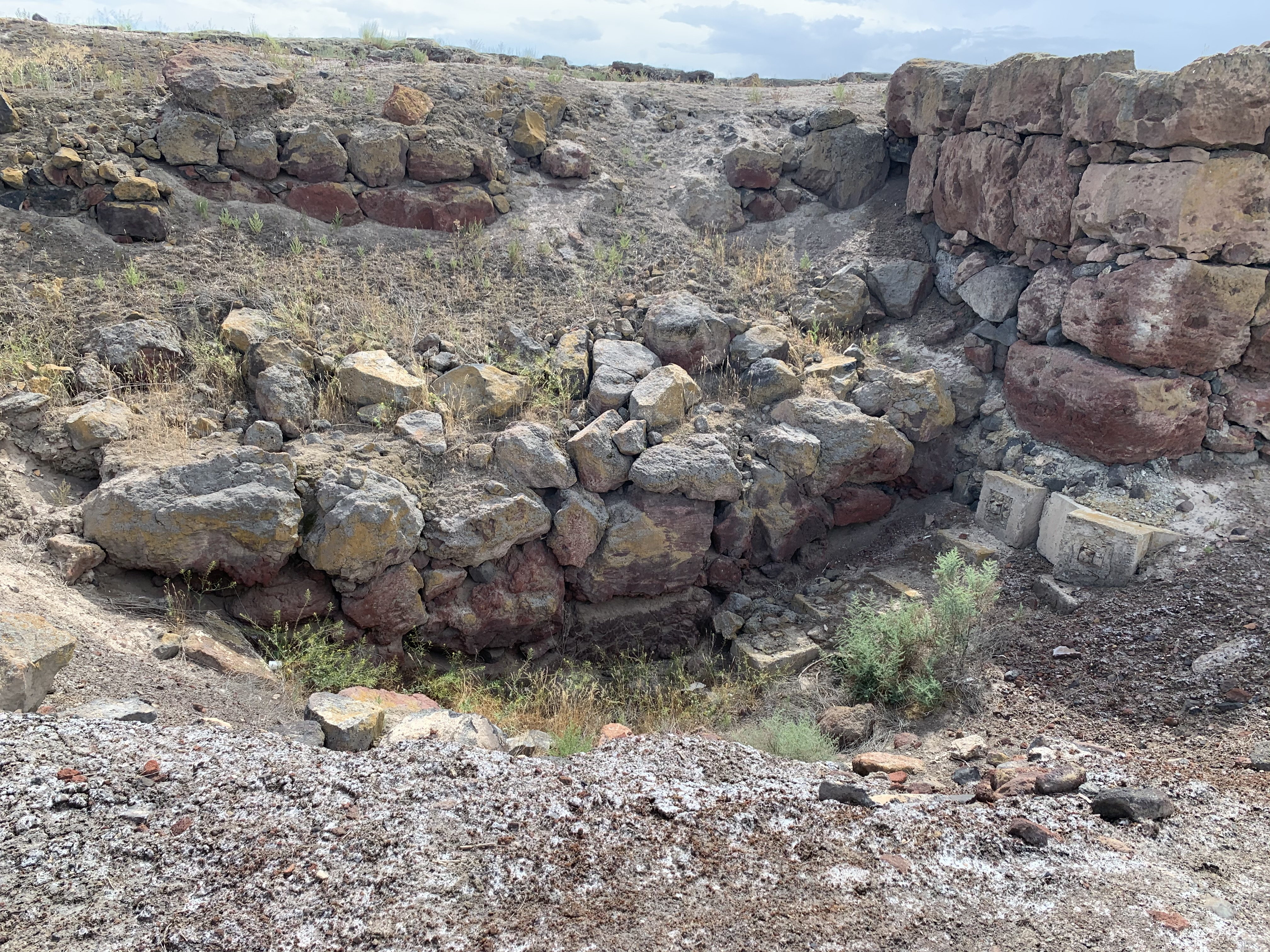
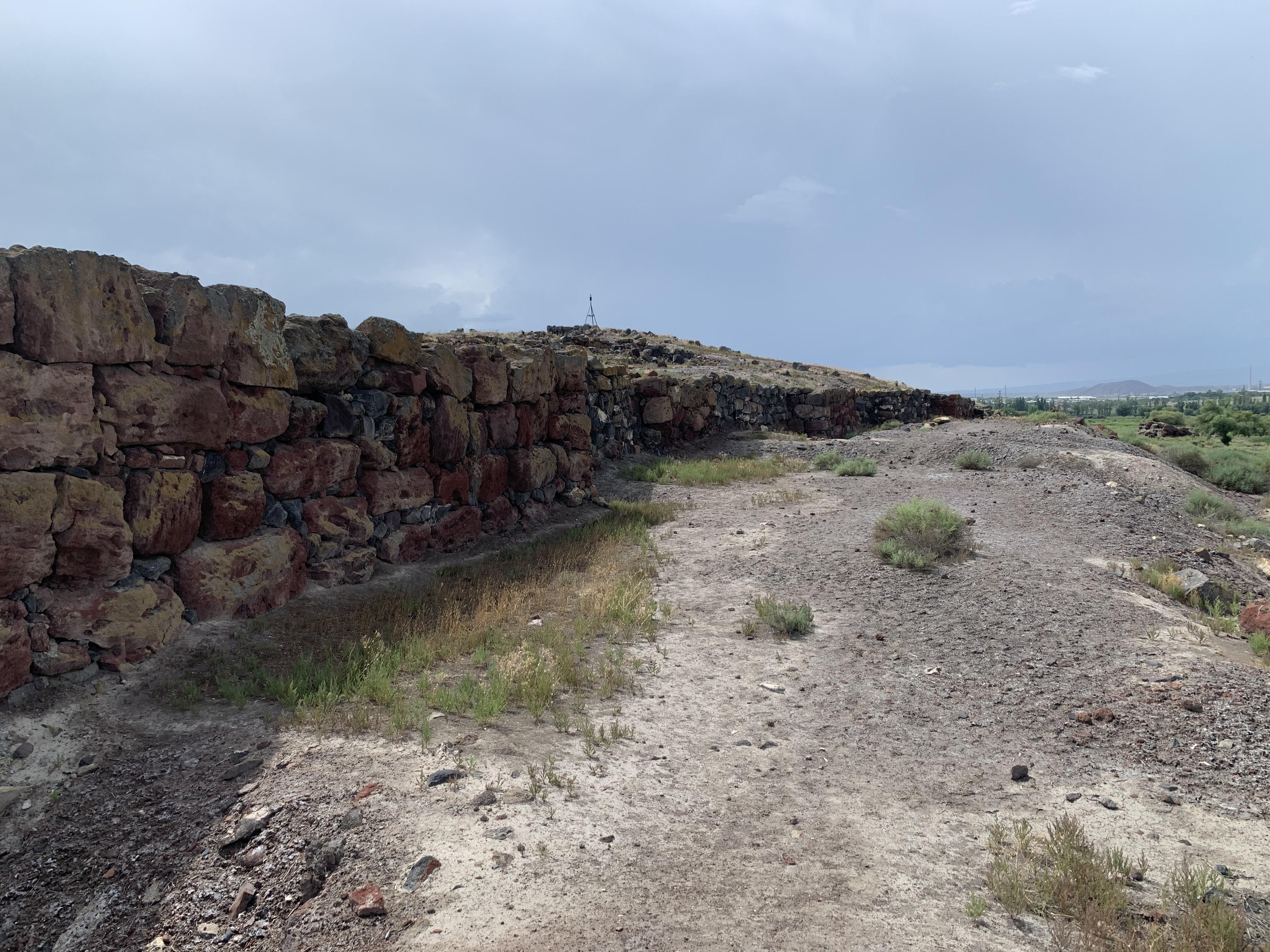
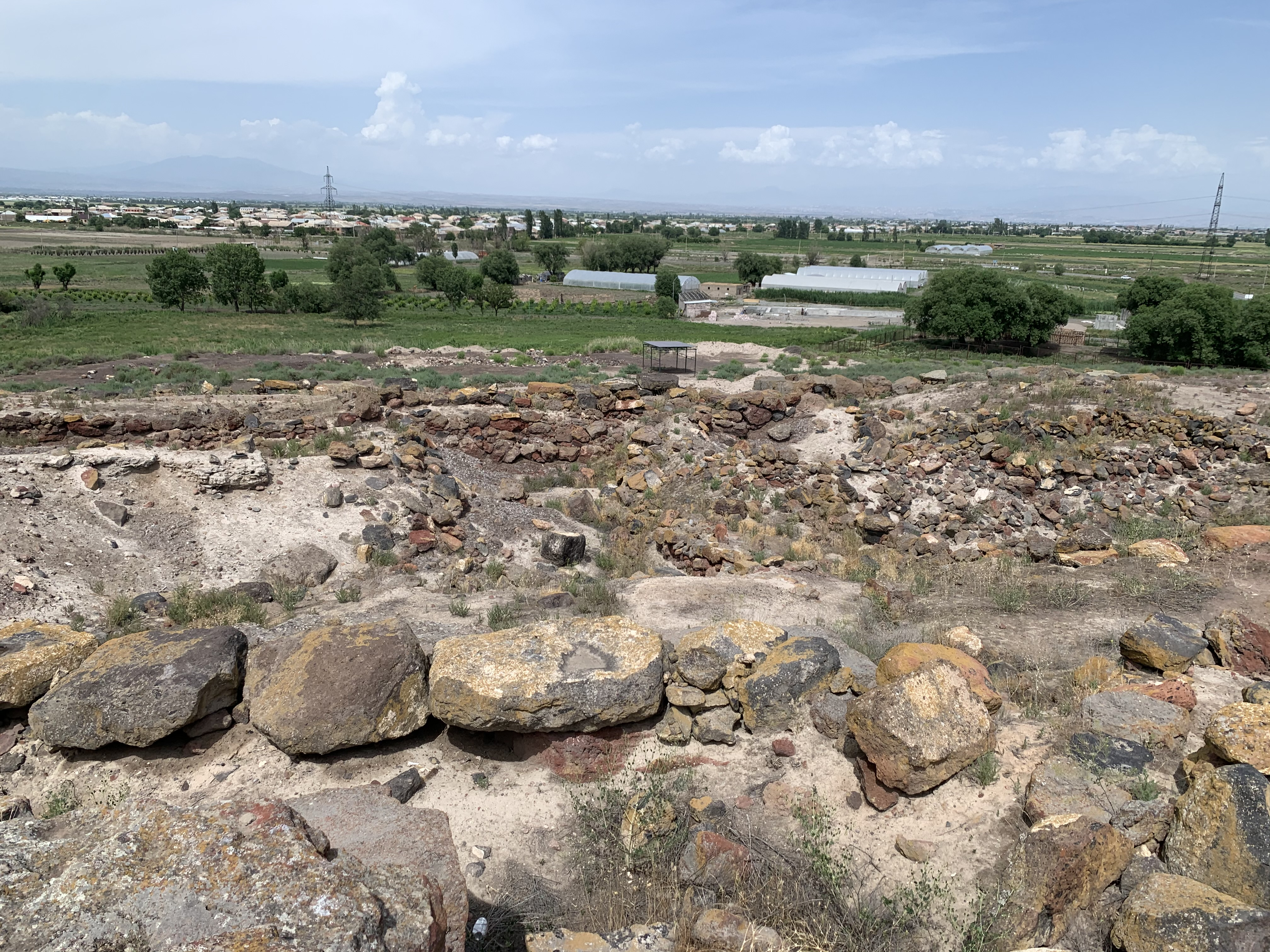
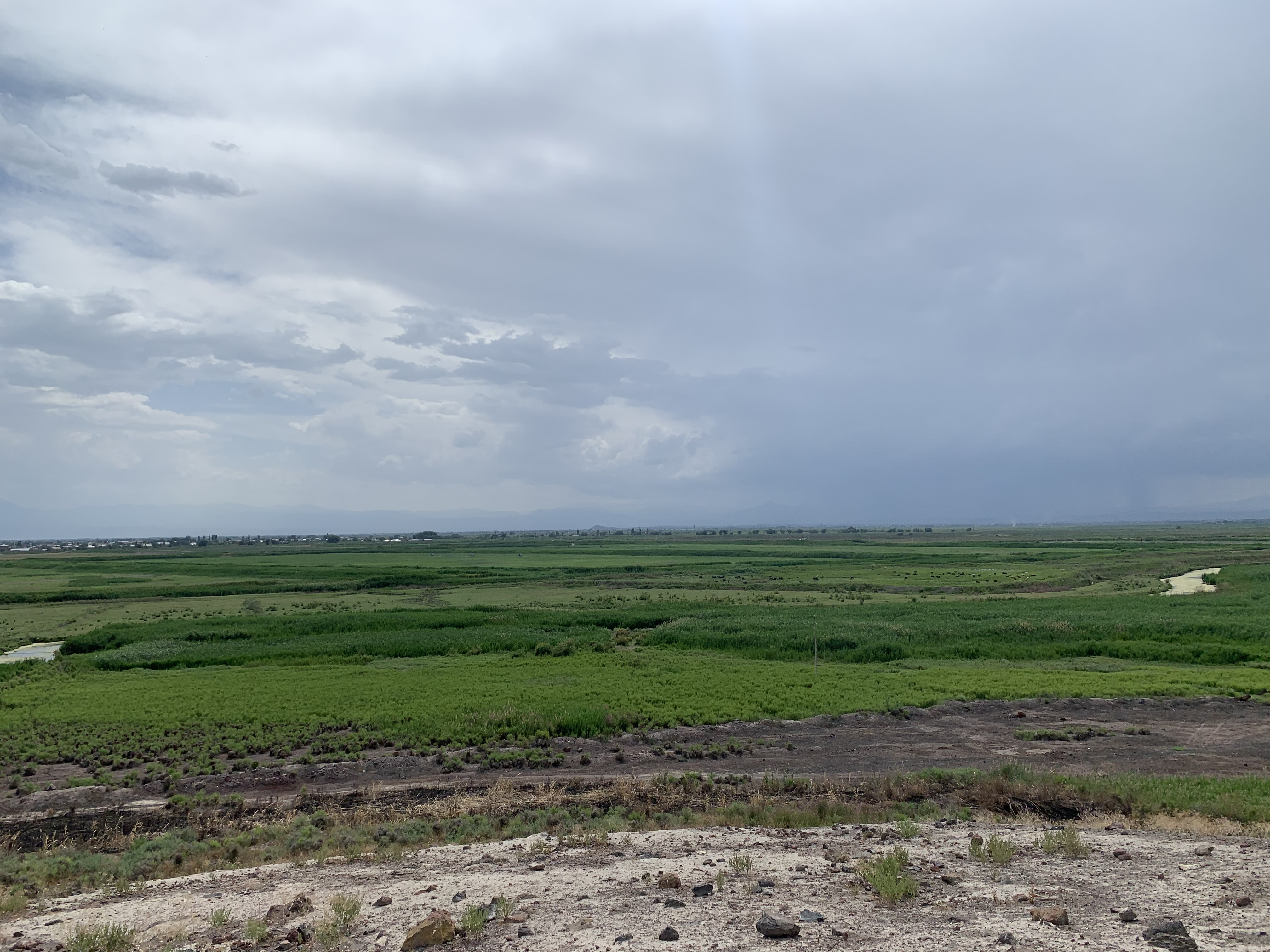
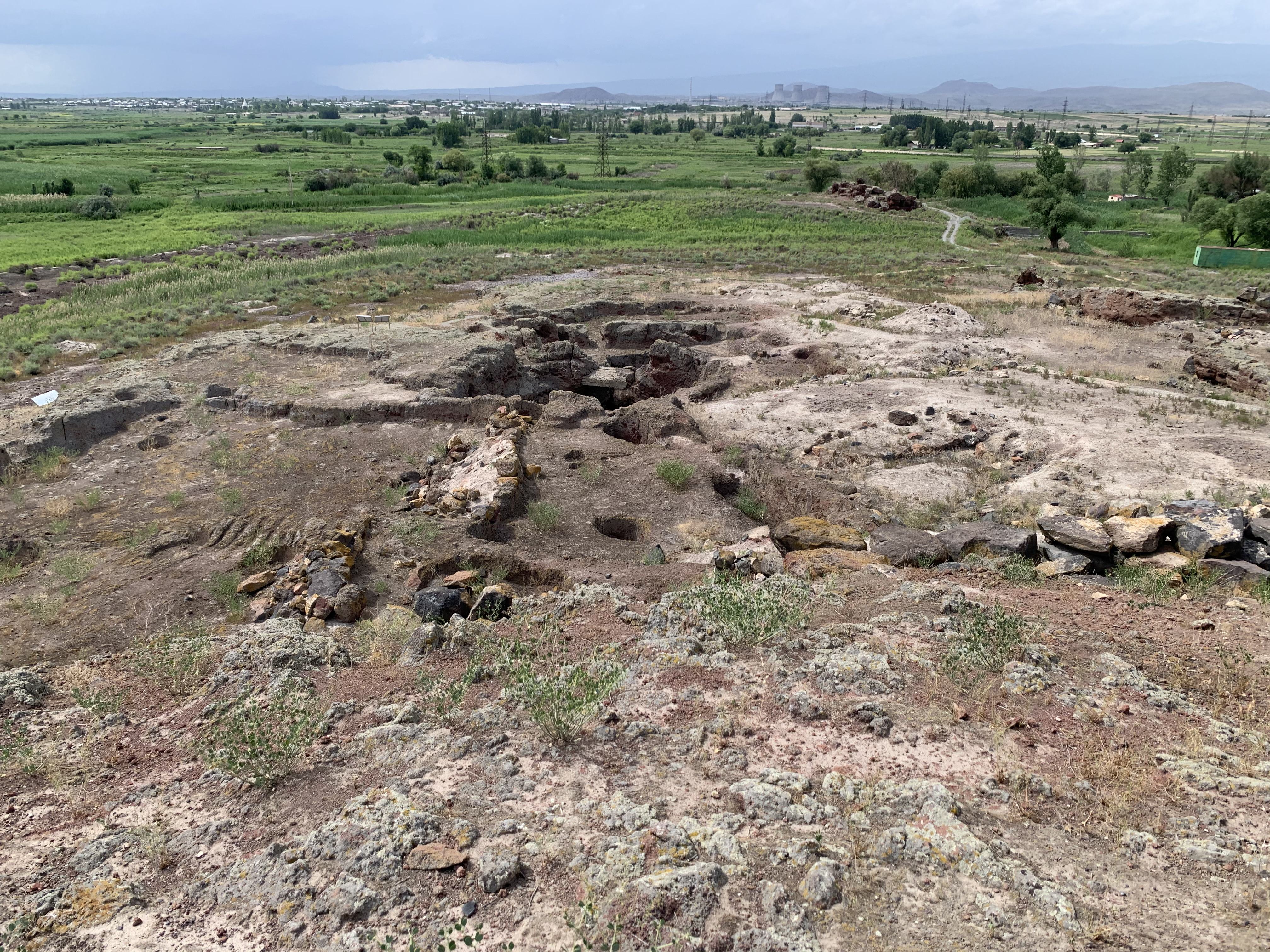
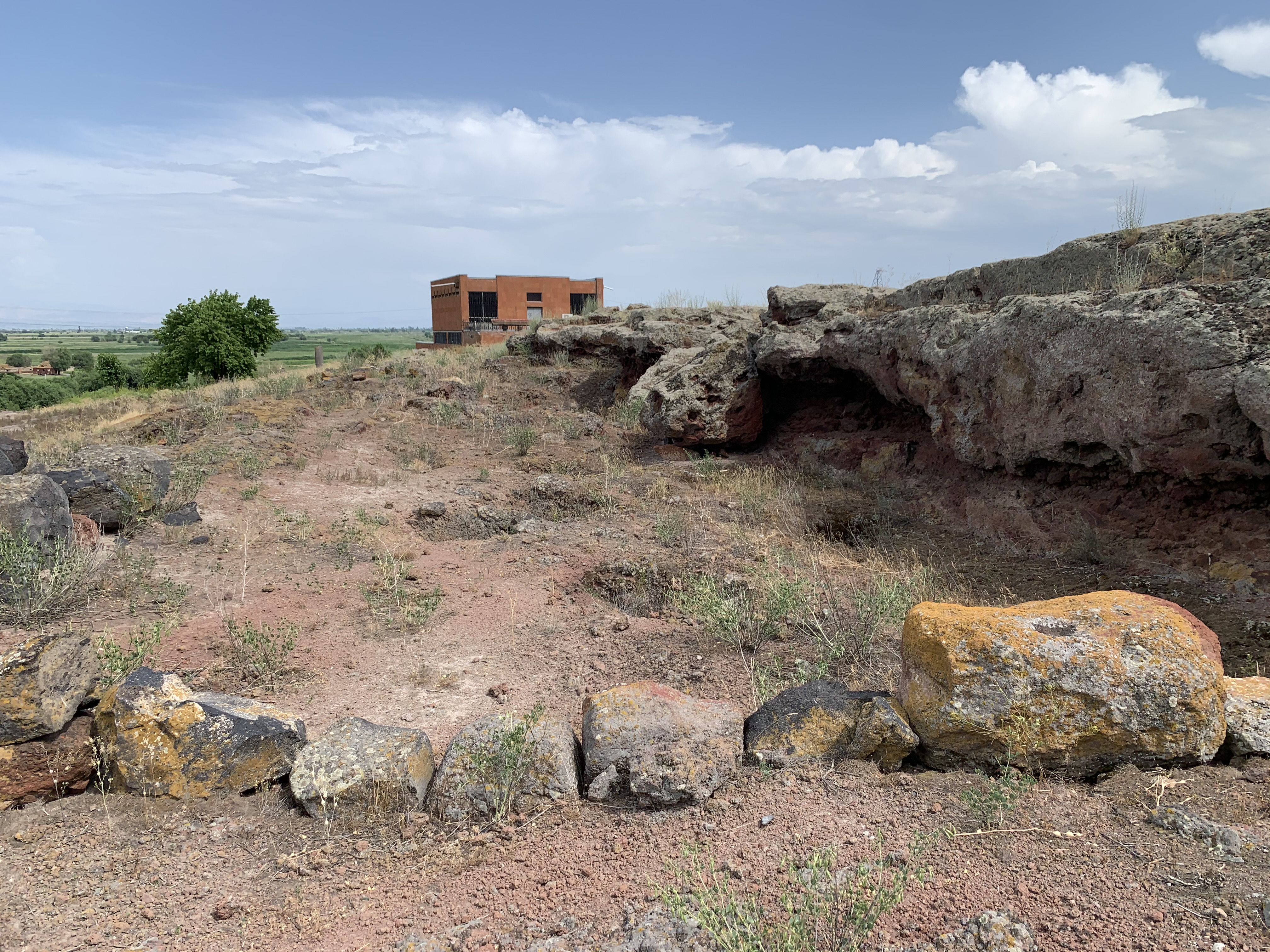